# Allochernes mahnerti
Allochernes mahnerti är en spindeldjursart som beskrevs av C.Constantin Georgescu och Josif Capuse 1996. Allochernes mahnerti ingår i släktet Allochernes och familjen blindklokrypare. Inga underarter finns listade i Catalogue of Life.